# Keigatbos
Het Keigatbos is een boscomplex van zo’n 100 hectare groot in het Meetjesland in Belgische provincie Oost-Vlaanderen, op de grens van Ursel (Aalter), Zomergem en Oostwinkel (Lievegem). Bossen met statige dreven wisselen er af met weilanden, akkers en kleine landweggetjes. Het Keigatbos is de meest oostelijke uitloper van zijn bekende grote broer, het Drongengoedbos.
De naam “Keigat” verwijst naar het onvruchtbare karakter van de bodem: een afgelegen heuvelrug waar veel keien en stenen te vinden zijn, overblijfselen van een miljoenen jaren oude zeebodem.
Een groot deel van de bossen zijn private bezit en niet toegankelijk voor bezoekers. Natuurpunt heeft er een kleine 30 hectare in bezit, verspreid over drie blokken: het zogenaamde Berhoutbos, nabij het veldkruis, het Pastershuyzekensbos in de St-Jansstraat en het Essenbos aan de Gentweg. Het beheer van Natuurpunt focust zich op het herstel en uitbreiden van het bos en de omzetting van naaldbos naar gevarieerd en ecologisch waardevol loofbos, afgewisseld met natte graslanden.

## Natuurbeleving
Het Keigatbos is vrij toegankelijk op de wandelpaden en dreven. Het wandelknooppuntennetwerk 'Meetjeslandse Bossen', het fietsknooppuntennetwerk en de Streek-GR Uilenspiegel doorkruisen het bosgebied. Verder zijn er mountainbikeroutes en een ruiterpad.

## Afbeeldingen

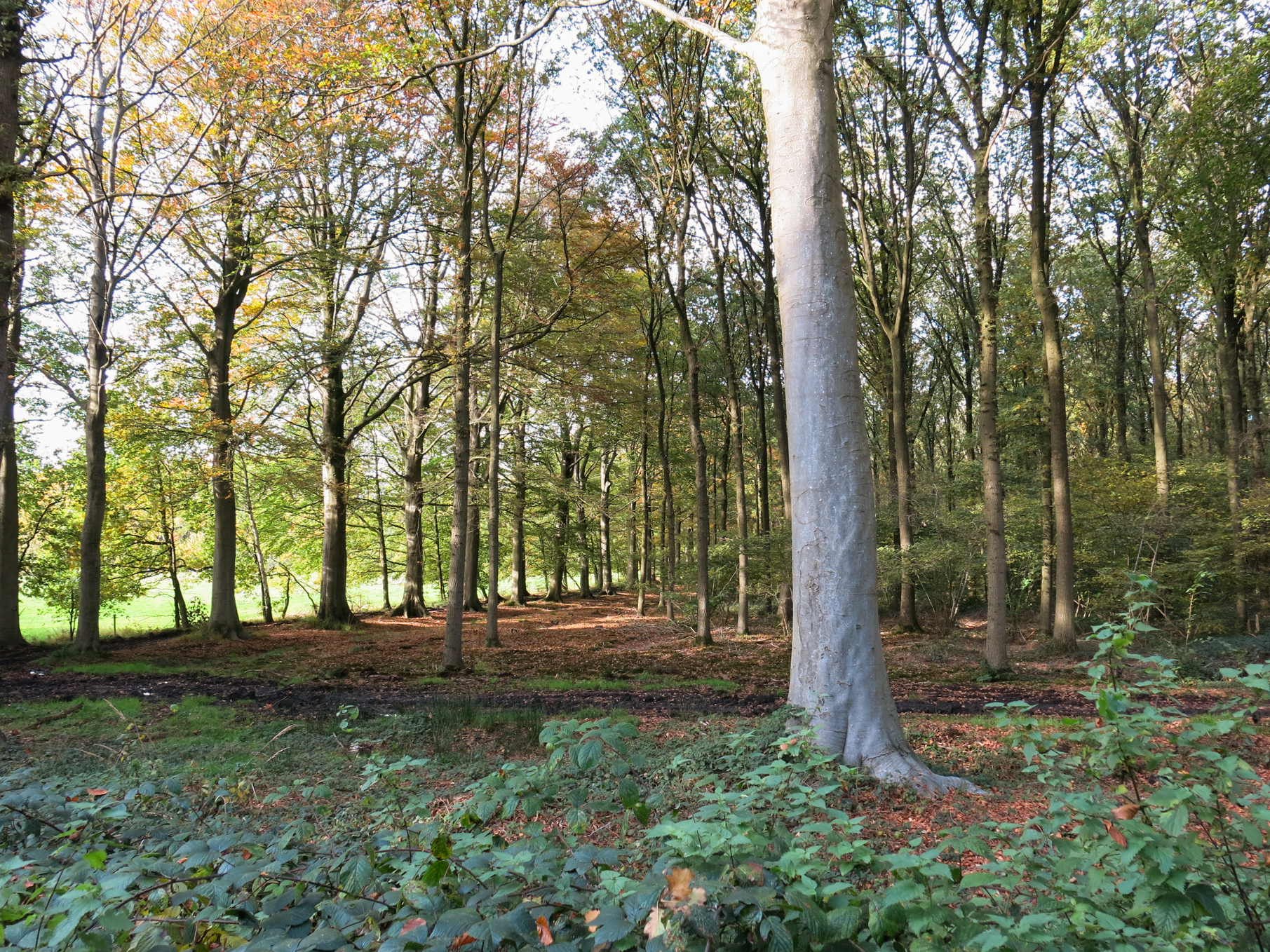
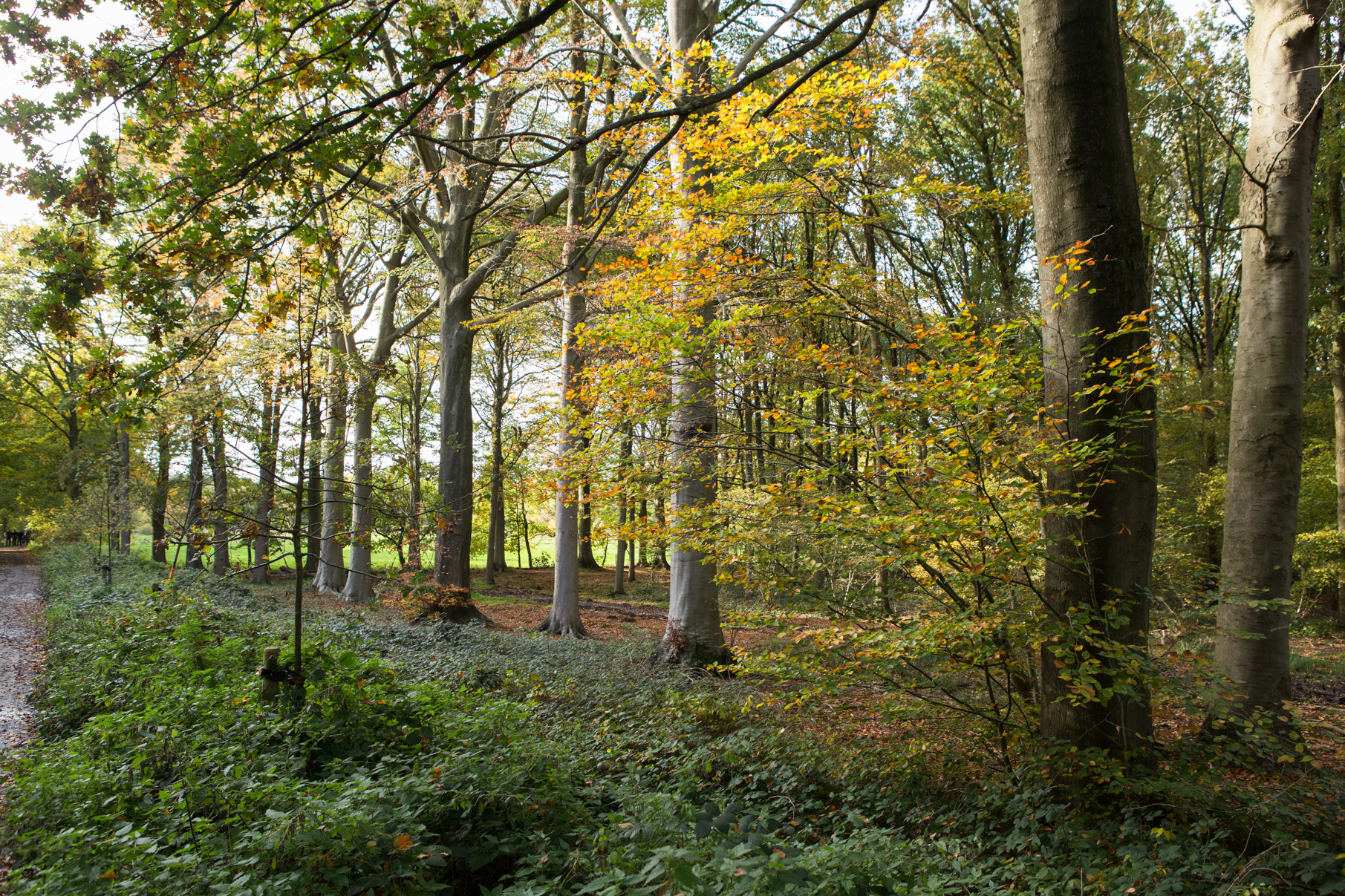
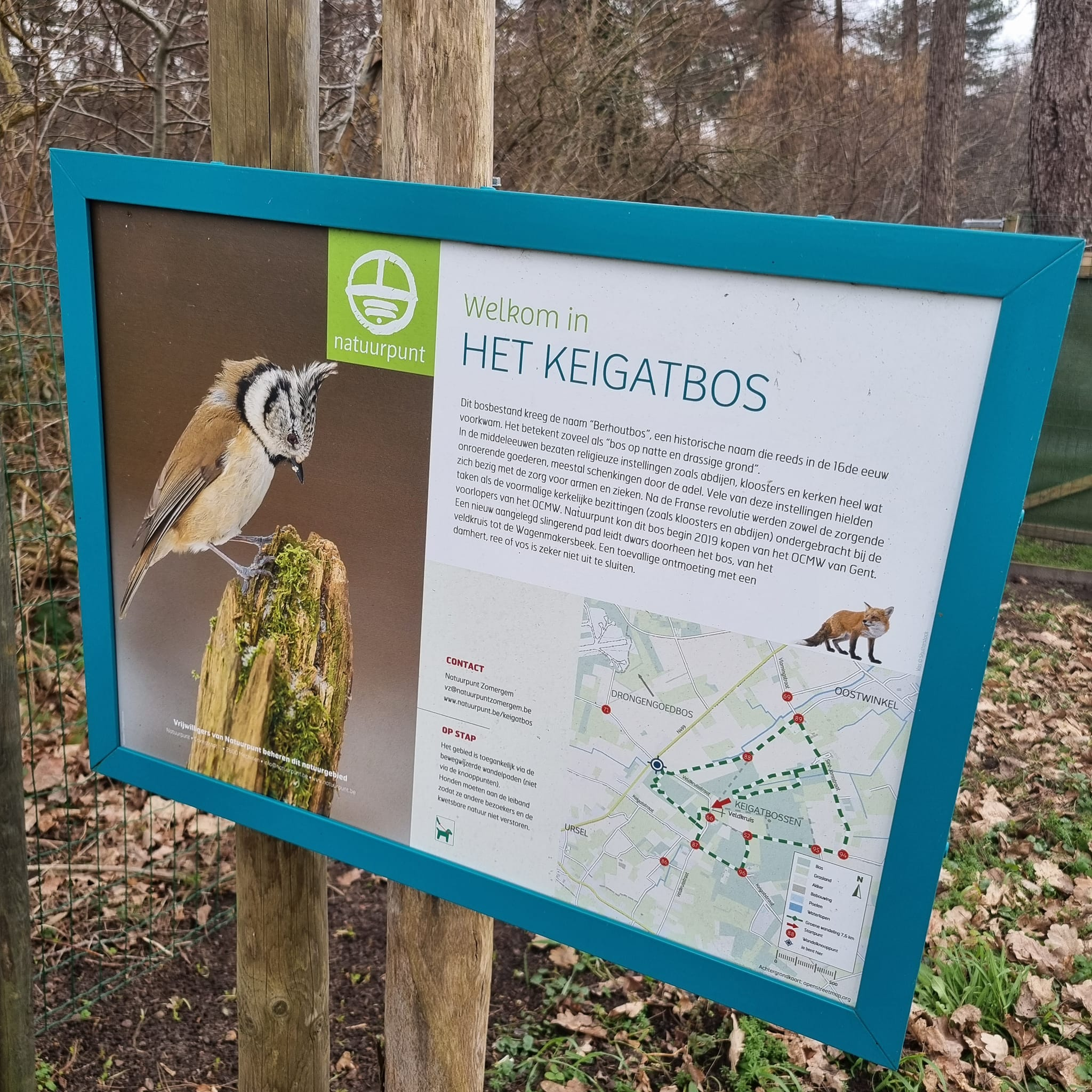
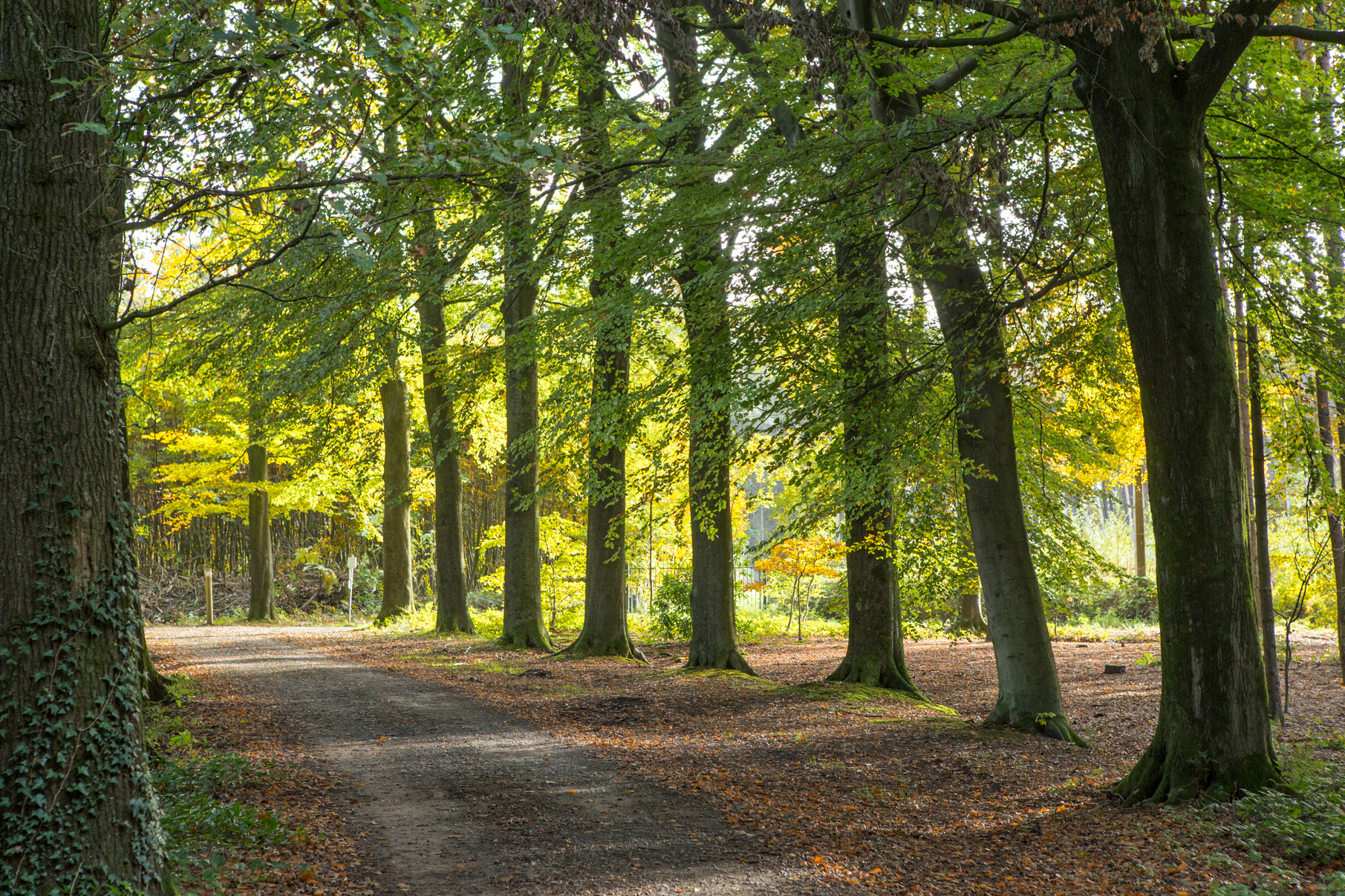